# Vredesmuseum van Hiroshima

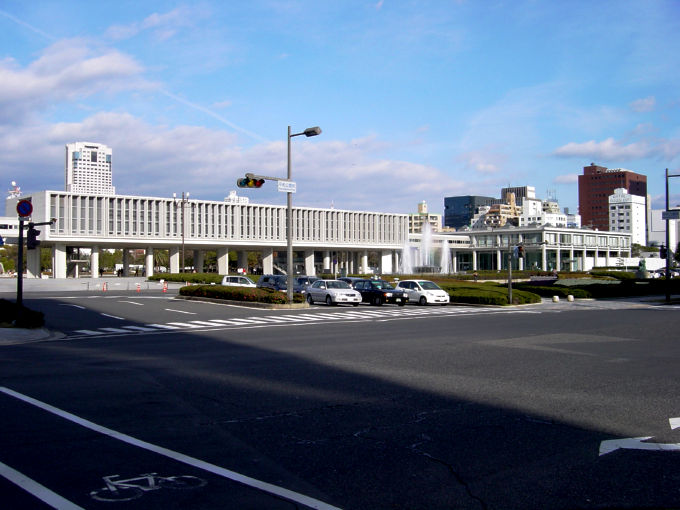
Vredesmuseum van Hiroshima

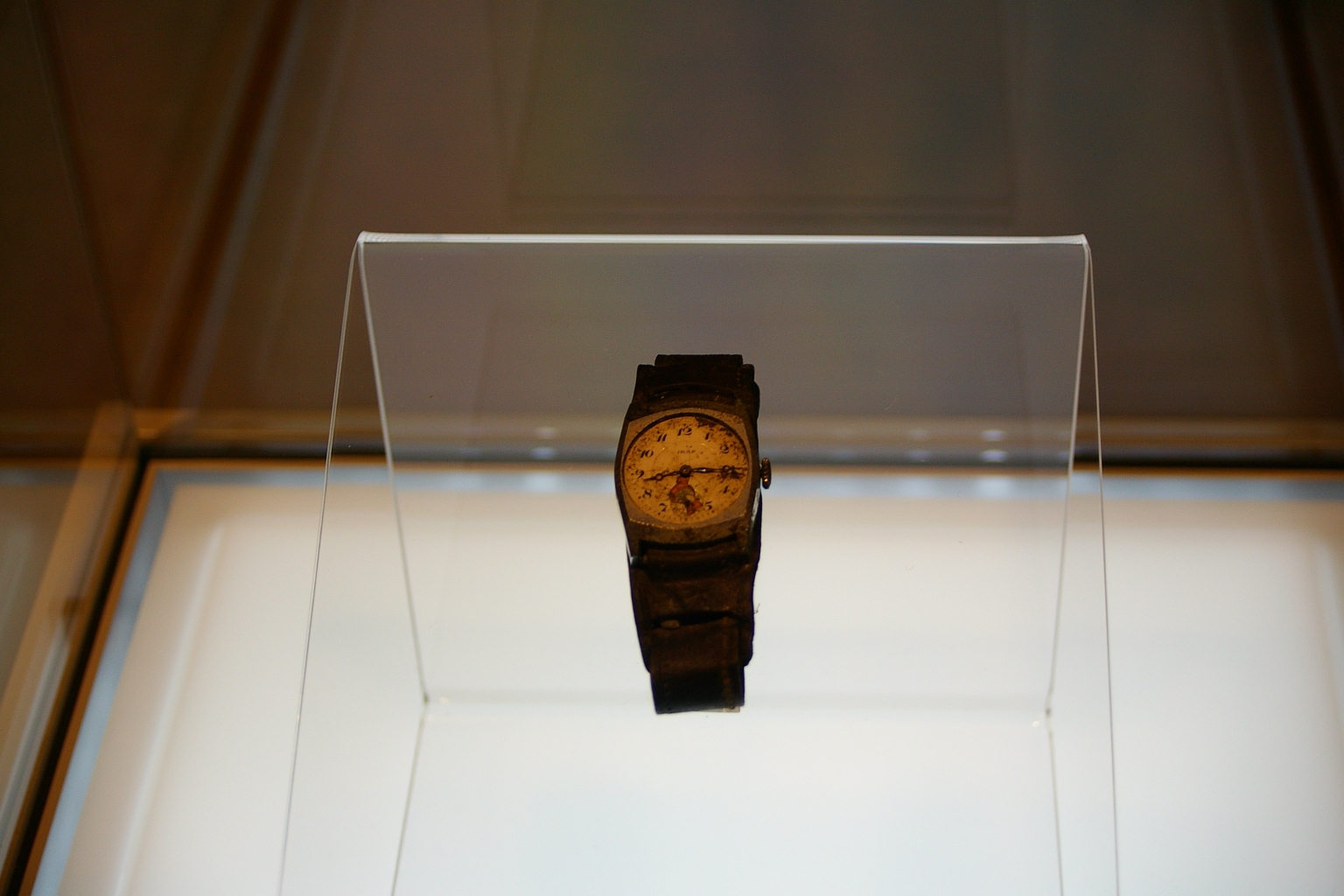
De wijzers van het uurwerk tonen het tijdstip van de atoomexplosie.

Het Vredesmuseum van Hiroshima (広島平和記念資料館, heiwakinenshiryōkan; Engels: Hiroshima Peace Memorial Museum) is een museum in de Japanse stad Hiroshima. Het museum werd opgericht ter herinnering aan de atoomexplosie die op 6 augustus 1945 de stad Hiroshima volledig verwoestte.
Het doel van het museum is een bijdrage te leveren aan de strijd voor de afschaffing van alle kernwapens in de wereld en bij te dragen tot de wereldvrede.
Het museum werd in augustus 1955 opgericht in het “Vredespark” van Hiroshima. De architect was Kenzo Tange.
De stichting die het museum beheert, verzamelt herinneringsstukken van de gebeurtenis en ervaringsverslagen van getuigen (Hibakusha). Het museum is ook actief in de internationale vredesbeweging, meer bepaald de kernontwapeningsbeweging.